# Bárbara Hechavarría
Bárbara Hechevarría Aponte (ur. 6 sierpnia 1966 w Holguín) – kubańska lekkoatletka, dyskobolka. Trzykrotna złota medalistka igrzysk Ameryki Środkowej i Karaibów, złota medalistka igrzysk panamerykańskich, dwukrotna złota medalistka mistrzostw Ameryki Środkowej i Karaibów, złota medalistka mistrzostw ibero-amerykańskich, uczestniczka igrzysk olimpijskich w Barcelonie.

## Przebieg kariery
W 1986 roku wywalczyła brązowy medal mistrzostw ibero-amerykańskich, rok później zaś została złotą medalistką mistrzostw Ameryki Środkowej i Karaibów. W 1990 roku zdobyła złoty medal igrzysk Ameryki Środkowej i Karaibów, natomiast rok później została złotą medalistką rozgrywanych w Hawanie igrzysk panamerykańskich. Uczestniczyła w światowym czempionacie w Tokio, na których weszła do finału i ukończyła go na 12. miejscu.
Podczas igrzysk olimpijskich w Barcelonie odpadła w eliminacjach, zajmując z rezultatem 60,22 m siódme miejsce w grupie i 15. miejsce wśród wszystkich dyskobolek.
W 1993 roku powtórnie wystąpiła na mistrzostwach świata, tym razem konkurs ukończyła na 6. miejscu. Dwa lata później znów udało się Kubance awansować do finału światowego czempionatu, finał konkursu rzutu dyskiem rozgrywany podczas mistrzostw w Göteborgu zakończyła na 10. miejscu.
Była uczestniczką igrzysk olimpijskich w Atlancie, także tam odpadła w eliminacjach, z rezultatem 61,98 m zajęła 8. miejsce w swej grupie.
W 1997 roku, po dziesięciu latach regularnych startów, ponownie została mistrzynią Ameryki Środkowej i Karaibów. Po raz ostatni w zawodach lekkoatletycznych wystąpiła w sierpniu 1998 roku w ramach igrzysk Ameryki Środkowej i Karaibów w Maracaibo, gdzie wywalczyła złoty medal.

## Osiągnięcia
| Rok     | Zawody                                   | Miasto        | Miejsce | Wynik |
| ------- | ---------------------------------------- | ------------- | ------- | ----- |
| 1986    | Mistrzostwa ibero-amerykańskie           | Hawana        | brąz    | 54,00 |
| 1987    | Mistrzostwa Ameryki Środkowej i Karaibów | Caracas       | złoto   | 54,94 |
| 1988    | Mistrzostwa ibero-amerykańskie           | Meksyk        | złoto   | 56,34 |
| 1990    | Igrzyska Ameryki Środkowej i Karaibów    | Meksyk        | złoto   | 58,62 |
| 1991    | Igrzyska panamerykańskie                 | Hawana        | złoto   | 63,50 |
| 1991    | Mistrzostwa świata                       | Tokio         | 12.     | 60,62 |
| 1992    | Mistrzostwa ibero-amerykańskie           | Sewilla       | srebro  | 64,14 |
| 1992    | Igrzyska olimpijskie                     | Barcelona     | 7. H    | 60,22 |
| 1993    | Uniwersjada                              | Buffalo       | 4.      | 60,10 |
| 1993    | Mistrzostwa świata                       | Stuttgart     | 6.      | 62,52 |
| 1993    | Igrzyska Ameryki Środkowej i Karaibów    | Ponce         | złoto   | 61,02 |
| 1994    | Igrzyska dobrej woli                     | Petersburg    | złoto   | 64,84 |
| 1994    | Finał Grand Prix IAAF                    | Paryż         | 5.      | 61,58 |
| 1994    | Puchar świata                            | Londyn        | 4.      | 62,90 |
| 1995    | Igrzyska panamerykańskie                 | Mar del Plata | srebro  | 60,20 |
| 1995    | Mistrzostwa świata                       | Göteborg      | 10.     | 58,98 |
| 1996    | Igrzyska olimpijskie                     | Atlanta       | 8. H    | 61,98 |
| 1997    | Mistrzostwa Ameryki Środkowej i Karaibów | San Juan      | złoto   | 57,42 |
| 1998    | Igrzyska dobrej woli                     | Nowy Jork     | 5.      | 58,98 |
| 1998    | Igrzyska Ameryki Środkowej i Karaibów    | Maracaibo     | złoto   | 58,14 |
| Źródło: |                                          |               |         |       |

W 1996 i 1998 roku została złotą medalistką mistrzostw kraju.

## Rekordy życiowe
Rekord życiowy tej zawodniczki to 68,18 m i został on ustanowiony 17 lutego 1989 roku w Hawanie.